# Yaginumaella orientalis
Yaginumaella orientalis är en spindelart som beskrevs av Zabka 1981. Yaginumaella orientalis ingår i släktet Yaginumaella och familjen hoppspindlar. Inga underarter finns listade i Catalogue of Life.